# 라이프 (잡지)
라이프(Life)는 미국 뉴욕에서 발행되던 시사 화보 잡지이다. 1936년 《타임》의 발행인 헨리 루스가 창간했다. 사진 중심의 획기적인 편집으로 보도사진 분야에서 선구적 역할을 했고, 국내외 정치와 전쟁, 대중문화 등 다양한 분야에서 역사적인 사진들을 남겼다. 2000년 5월 경영 악화로 폐간되었다.

## 역사
1936년 헨리 루스는 유머 잡지 《라이프》를 92,000달러에 사들인 뒤, 같은 이름의 새로운 보도사진 잡지 《라이프》를 1936년 11월 23일 창간했다. 사진 중심의 획기적인 지면 구성과 고급 광택지의 사용, 10센트라는 저렴한 가격을 앞세워, 창간 넉 달만에 매주 100만 부 이상의 판매고를 올리는 인기 잡지로 자리잡았다.
1940년대에 들어서 발행 부수를 1천만 부 시대의 돌파했다. 라이프의 주 독자층은 백인 중산층들 이었다. 1960년대 중반부터 발행 비용의 상승과 텔레비전과의 경쟁으로 경영에 어려움을 겪었다. 1972년에 정간되었다가, 1978년 10월호부터 월간지로 복간되었다. 1990년대 들어 재정악화로 고전하다가 2000년 5월호를 마지막으로 폐간했다.
2004년에 《워싱턴 포스트》, 《시카고 트리뷴》 등 일간지의 무료 주말 부록으로 부활했지만, 이마저도 2007년 4월 20일 중단되었다. 주말 부록 이후, 공식 웹사이트에서 예전 사진과 기사를 무료로 제공하며 명맥을 유지하고 있다.

## 영향

### 포토 저널리즘
라이프는 2000년까지 12만건의 기사와 1000만장의 사진을 지면에 올렸다. 잡지는 포토저널리즘이라는 분야를 개척해 대중화시켰다는 점에서 잡지 역사와 저널리즘에 큰 이정표를 남겼다. 루스는 사진의 객관적 사실 기록과 정보 전달이라는 역할을 믿고 이를 잡지를 통해 실천했다.

### 디자인
라이프는 시각 언어가 인간에게 얼마나 강렬한 메시지를 주는지 온몸으로 증명했다. 이전까지의 시사 잡지들은 사실과 비평으로 촘촘히 채운 글이 중심이고, 사진은 이를 뒷받침하는 보조적인 역할만 맡았다. 라이프는 이 틀을 깨고 박진감 넘치는 사진과 세심한 인쇄술을 우선해 잡지 역사에 한 획을 그었다.

## 대중매체
영화 《월터의 상상은 현실이 된다》에 주인공 월터 미티가 근무하는 잡지사로 나온다. 출판 잡지에서 온라인 매체로 전환하는 시기가 영화의 배경이다.

## 구글과의 협력
2008년 11월 18일부터 구글은 《라이프》에 실렸던 사진들의 온라인 보관소를 호스팅하기 시작했다. 이중에는 공개된 적 없는 사진들도 상당수 포함되어 있다. 구글 이미지 검색을 통해 6백만 장 이상의 사진을 검색할 수 있고, 구글 도서에서 1936년부터 1972년까지의 발행본 전문을 무료로 볼 수 있다.

## 기여자
저명한 기여자:
- 존 켄드릭 뱅스 (편집장, 작가)

사진기자:
- 베리 베렌슨
- 마거릿 버크화이트
- 로버트 카파
- 앙리 카르티에 브레송
- 알프레트 아이젠슈테트
- 리 밀러
- 고던 파크스
- 유진 스미스

패션:
- 샐리 커클랜드 (편집장/패션)

사진가:
- 필리프 홀스먼
- 도로시아 랭

일러스트레이터:
- 헨리 루스 (출판, 최고편집장)
- 제럴드 무어 (리포터)